# Isoneuromyia nigerrima
Isoneuromyia nigerrima är en tvåvingeart som beskrevs av Neal L. Evenhuis 2006. Isoneuromyia nigerrima ingår i släktet Isoneuromyia och familjen platthornsmyggor.
Artens utbredningsområde är Laos. Inga underarter finns listade i Catalogue of Life.